# فونليه نواه
فونليه نواه (بالإنجليزية: Noah Vonleh)‏ مواليد 24 أغسطس 1995، هو لاعب كرة سلة أمريكي يلعب مع فريق شارلوت هورنتس في الرابطة الوطنية لكرة السلة ويحمل الرقم 11. يبلغ طوله 6 قدم 10 بوصة (2.1 م).

## فرق لعب لها
- شارلوت هورنتس

## روابط خارجية
- فونليه نواه على موقع إن بي أي (الإنجليزية)
- فونليه نواه على موقع سبورتس رفرنس (الإنجليزية)
- فونليه نواه على موقع كرة السلة الأوروبية.كوم (الإنجليزية)
- فونليه نواه على موقع DraftExpress.com (الإنجليزية)
- فونليه نواه على موقع إي إس بي إن.كوم (الإنجليزية)
- فونليه نواه على موقع كلية كرة السلة في سبورتس رفرنس.كوم (الإنجليزية)
- فونليه نواه على موقع ريلجم (الإنجليزية)
- فونليه نواه على موقع بروبوليرز (الإنجليزية)
- فونليه نواه على موقع سبورتس رفرنس (الإنجليزية)
- فونليه نواه على موقع سبورتس رفرنس (الإنجليزية)